# France Magajna
France Magajna, slovenski novinar, urednik, pisatelj in sadjar, * 4. marec 1895, Gornje Vreme, † 17. september 1971, Gornje Vreme.

## Življenjepis
France Magajna, slovenski humoristični pisatalj, brat Bogomira Magajne, je leta 1912 končal kmetijsko šolo na Grmu pri Novem mestu. Po končani šoli je 1913 emigriral v ZDA. Po preselitvi v Ameriko je sprva delal na farmah in v rudnikih ter istočasno pisal v slovenske izseljenske liste: Glas naroda, Enakopravnost in Prosveta; bil pa je tudi urednik liberalnega časopisa Glas svobode. Leta 1922, ko se je vrnil v domovino je kmetoval v rojstnem kraju, napisal nekaj povesti, objavljal prispevke v ameriških izseljenskih ter primorskih in ljubljanskih časopisih (Družina, Gospodarski list, Edinost, Kmetovalec, Sadjar in vrtnar). Tudi po drugi svetovni vojni je objavljal članke v slovenskih časopisih (Primorske novice, Kmečki glas, Pavliha). Vsega skupaj je objavil preko 500 člankov.

## Literarno delo
Poleg člankov je Magajna pisal tudi kratke zgodbe in humoristično prozo. Izdal je knjigo Skozi tuje sadovnjake (1954), ter dve knjigi humoristične proze: Žalostne zgodbe o veselih Kraševcih (1952) in Samo za objokane ljudi (1955, skupaj z D. Mevljo).